# 無外流
無外流（むがいりゅう）は、延宝8年（1680年）に辻月丹により開かれた剣術の流派である。

## 歴史
辻月丹（幼名：兵内）は、近江国甲賀郡(現在の滋賀県甲賀市)出身で、京都で山口流剣術を学んだ後、江戸で道場を開いた。その傍ら麻布の吸江寺で石潭良全のもと禅を修行し、延宝8年（1680年）に石潭から「一法実無外 乾坤得一貞 吹毛方納密 動著則光清」という偈を得たことにより、流儀の名を無外流とした。
最盛期には大名小名30数家、直参150人あまり、陪臣にいたっては1000人以上もの門人が集まり、日本全国に広まった。土佐藩では上士の学ぶ剣法とされ、幕末の四賢侯の一人、山内容堂もこの流儀の剣術を学んでいる（居合は無外流ではなく、長谷川英信流を学んだ）。
また、前橋藩にも伝わり、江戸中期に姫路に転封後は剣術指南役の高橋家を中心に姫路藩にも広まった。この系統は高橋派と呼ばれる。

## 人物
新選組三番隊組長であった斎藤一が無外流の使い手であったという説がある。また明治から昭和初期の剣道家で「警視庁の三郎三傑」と言われた高野佐三郎、高橋赳太郎、川崎善三郎のうち、高橋、川崎は無外流の遣い手（高橋は姫路藩の無外流高橋派、川崎は土佐藩の無外流土方派）であり、ともに大日本帝国剣道形制定委員を務めた。
池波正太郎の小説『剣客商売』で、主人公の秋山小兵衛・大治郎父子が無外流の達人という設定になっている。